# Taraxacum laticordatum
Taraxacum laticordatum — вид квіткових рослин з родини айстрових (Asteraceae). Вид зростає в Європі: Австрія, Естонія, Чехія, Словаччина, Данія, Фінляндія, Німеччина, Велика Британія, Ірландія, Нідерланди, північноєвропейська Росія, Польща, Іспанія; це багаторічна рослина помірних біомів.

## Середовище
Населяє пустирі, луки, сади, стіни тощо.

## Опис
T. laticordatum — міцний, зелений, досить м’ясистий вид із ширококрилими зеленими черешками та досить вузькими та злегка загнутими зеленими зовнішніми приквітками. Широке зелене листя має 3-–4 широкі й дещо загнуті бічні частки та широку округлу кінцеву частку.